# Попис становништва у Хрватској 1991. године, Њ
Попис становништва у Хрватској 1991. године

## Њ

### Легенда
Значење боја у представљању етничког састава насеља
|                  | Хрвати | Срби | Југословени | остали и непознато |
| ---------------- | ------ | ---- | ----------- | ------------------ |
| апсолутна већина |        |      |             |                    |
| релативна већина |        |      |             |                    |

| насељено место | општина          | укупно | Хрвати | Срби | Југословени | остали |
| Њежић          | Славонска Пожега | 23     | 0      | 23   | 0           | 0      |
| Њивице         | Крк              | 1,169  | 939    | 60   | 20          | 150    |